# Huernia hislopii
Huernia hislopii es una especie de plantas de la familia Apocynaceae. Nativa de Zimbabue y Mozambique.

## Descripción
Huernia hislopii está en posición vertical, con varios tallos, a veces juntos en grupos, tallo suculento que puede alcanzar una tamaño de unos 5 cm de altura. El tronco en sección transversal tiene un diámetro  de 0,8 cm. No tiene hojas formadas. Las flores son generalmente solitarias y se dirigen hacia arriba. El tallo de la flor alcanza una longitud de unos 2,5 cm. Las flores son hermafroditas con simetría radial. Los cinco sépalos son de 6 a 10 mm de largo y 2 mm de ancho. Los cinco pétalos son más o menos claramente en forma de campana con un diámetro de 4 a 5 cm, en casos excepcionales, de hasta 6 cm. La corona es exterior y el interior cremoso, el interior está forrado con puntos de color marrón rojizo y manchas. El tubo de la corola globular está provista de líneas de color rojo-marrón transversales y el borde extendido bruscamente hacia el exterior.  Las polinias son de color amarillo.

## Distribución y hábitat
Huernia hislopii está muy extendida en Zimbabue y Mozambique, donde crece en Mozambique en las colinas de granito y suelos pedregosos.

## Taxonomía
Huernia hislopii fue descrita por William Bertram Turrill y publicado en Bulletin of Miscellaneous Information Kew 1922: 30. 1922.